# Andrea Cagan
Andrea Cagan ist eine US-amerikanische Schriftstellerin und Biografin.

## Leben
Ihre Arbeiten beschäftigen sich vorwiegend mit Themen, die im Bereich der öffentlichen Aufmerksamkeit liegen und gesellschaftliches Bewusstsein ansprechen. Sie hat als Autorin, Co-Autorin oder Herausgeberin an mehr als 15 Büchern mitgewirkt.
Sieben ihrer Bücher schafften es auf die Bestsellerlisten von New York Times (dreimal auf Platz 1) bzw. Los Angeles Times (einmal auf Platz 1). Sie schrieb Biografien über Diana Ross, Grace Slick, Joan Lunden und Prem Rawat. Die Biografie von Prem Rawat liegt auch in spanischer und deutscher Übersetzung vor. Der Name der Autorin wird in der spanischen Ausgabe Andrea Ceigan geschrieben, um eine unerwünschte umgangssprachliche Nebenbedeutung zu vermeiden.
In den frühen 1970er-Jahren trat Andrea Cagan in mehreren Filmen auf. Einer der Filme hatte den Titel Captain Milkshake. Der im Jahr 1969 gedrehte Anti-Vietnamkriegsfilm erlangte 2003 erneute Aufmerksamkeit.

## Werke
- mit Joan Lunden, William Morrow: Joan Lunden's a Bend in the Road Is Not the End of the Road. 10 Positive Principles For Dealing With Change. 1998, ISBN 0-688-16083-2
- Awakening the Healer Within. Fireside, 1990, ISBN 0-671-70087-1
- mit Grace Slick: Somebody to Love? A Rock-and-Roll Memoir. Warner Books, 1999, ISBN 0-446-60783-5
- Up and Running. The Jami Goldman Story. Atria Books, 2001, ISBN 0-7434-2420-4
- mit Victoria Jackson: Make Up Your Life. Every Woman's Guide to the Power of Makeup. QVC Publishing, 2000, ISBN 0-06-019639-4
- mit Johnny G: Romancing the Bicycle. The 5 spokes of Balance. Mad Dog Athletics, 2000, ISBN 978-0-9703257-0-9
- mit Michelle Renee: Held Hostage. The True Story of a Mother and Daughter's Kidnapping. Berkley, 2006, ISBN 978-0-425-21301-8
- Peace Is Possible. The Life and Message of Prem Rawat. Mighty River Press, 2007, ISBN 978-0-9788694-9-6, deutsch als Frieden ist möglich. Prem Rawat. Sein Leben, sein Weg. 2007, ISBN 978-3-85219-031-0

In Zusammenarbeit entstanden
- Diana Ross: Secrets of a Sparrow. Random House, ISBN 0-517-16622-4
- Marianne Williamson: A Return to Love. Reflections on the Principles of "A Course in Miracles. Harper Paperbacks, ISBN 0-06-092748-8
- Marianne Williamson: A Woman's Worth. Chivers North America, 1994, ISBN 0-7927-1843-7
- Lynda Obst: Hello, He Lied -- and Other Tales from the Hollywood Trenches. Broadway, 1997, ISBN 0-7679-0041-3
- Marianne Williamson: Illuminata. A Return to Prayer. Riverhead Trade, 1995, ISBN 1-57322-520-7
- Tamar Geller: The Loved Dog. Simon & Schuster, 2007, ISBN 1-4169-3814-1, E-Book: ISBN 1-4165-6297-4